# Chloronia mexicana
Chloronia mexicana is een insect uit de familie Corydalidae, die tot de orde grootvleugeligen (Megaloptera) behoort. De soort komt voor in het zuidoosten van Mexico, Guatemala en Costa Rica. Het holotype van de soort wordt bewaard in het Museum für Naturkunde in Berlijn.